# بزماهی بارباتوس
بزماهی بارباتوس(نام علمی: Mullus barbatus) نام یک گونه از سرده بزماهی است.